# Stazione di Castiglione Cosentino
Stazione di Castiglione Cosentino vasútállomás Olaszországban, Rende településen.

## Vasútvonalak
Az állomást az alábbi vasútvonalak érintik:
- Paola-Cosenza-vasútvonal
- Cosenza-Sibari-vasútvonal

## Kapcsolódó állomások
A vasútállomáshoz az alábbi állomások vannak a legközelebb:
- Stazione di Cosenza
- Stazione di Montalto-Rose
- Stazione di Cosenza (1877)
- Stazione di Rende
- Stazione di Paola